# Семара
Семара (рум. Sămara) — село у повіті Арджеш в Румунії. Входить до складу комуни Пояна-Лакулуй.
Село розташоване на відстані 117 км на захід від Бухареста, 12 км на захід від Пітешть, 90 км на північний схід від Крайови, 115 км на південний захід від Брашова.

## Населення
За даними перепису населення 2002 року у селі проживали 595 осіб, усі — румуни. Усі жителі села рідною мовою назвали румунську.